# Кандалакша
Кандала́кша (карел. Kandalakši, Kannanlakši, Kandalahti) — город (с 1938) на юго-западе Мурманской области России. Административный центр Кандалакшского района и городского поселения Кандалакша.
Население — 28 438 чел. (2023).

## Этимология
По наиболее распространенной версии название поселения произходит от его расположения на берегу губы Кандалакша, где лакша — «губа» (в карел. lakši — «губа, залив»), Канда — название реки. По другим версиям название губы может происходить от саамских названий Кантлухт (ка̄ннҍт — холм, сухое место среди болота, лӯххт — залив) или Кандаслухт (ка̄нҍтэсь — вьюк, лӯххт — залив, то есть «залив, где перегружали вьюки»), или от финского Кантаалахти (фин. kantaa — кормить, плодоносить и фин. lahti — губа, залив).

## География
Кандалакша является самым южным из всех городов региона, оставаясь за Полярным кругом. Город находится на побережье Кандалакшского залива Белого моря, в устье реки Нива, в 200 км к югу от Мурманска, окружён территорией Зашейковского лесничества.
Ближайшие населённые пункты: Белое Море (10 км), Лувеньга (14 км), Нивский (16 км) и Колвица (28 км). В состав города входят четыре микрорайона: Центральный, Железнодорожный, Нива-3 и Лесозавод.
В окрестностях Кандалакши — Кандалакшский заповедник (место охраны гнездовых колоний морских птиц островов Белого и Баренцева морей).
Включён в перечень населённых пунктов Мурманской области, подверженных угрозе лесных пожаров.

## История
В 1478 году Кольский Север как часть бывшей Новгородской республики вошёл в состав Московского государства. Кандалакша, как и другие волости Кольского полуострова, располагавшиеся на Терском берегу и на западе полуострова, находилась под управлением наместника Двинской земли, направлявшего сюда двинян, бравших у государства на откуп взимание податей с поморского населения («десятая рыба») и осуществлявших судопроизводство по мелким правонарушениям. Впервые Кандалакша упоминается в документах, датированных 1517 годом.
В 1526 году на правобережной стороне поселения была построена церковь Рождества Иоанна Предтечи, в которой приняли христианство первые саамы, жившие близ Кандалакши. Позднее, в 1548 году, при церкви был основан Кандалакшский (Кокуев) мужской монастырь. В 1554 году царь Иван Грозный дал монастырю жалованную грамоту на окрестные угодья.
Откупа давали двинянам большие возможности для злоупотреблений. В 1568 году Кандалакша и несколько других селений Кольского полуострова пострадали от погрома («Басаргин правёж») Поморья опричными отрядами Басарги Леонтьева, спровоцированного двинскими откупщиками.
В 1570 году во время этих печально известных событий монастырь прекратил своё существование. «А запустели те варницы и места дворовые Порьегубские от лета 7078, от лихого поветрия (эпидемии) и от голоду и от Басаргина правежу».
В ночь с 23 на 24 мая 1589 года шведские войска практически уничтожили селение. Монастырь и крестьянские дворы были разграблены и сожжены. Оставшиеся в живых отстроили монастырь, но уже в 1591 году шведские и финские отряды снова вторглись в поморские края. 23 мая 1598 года они напали на Кандалакшу и разграбили монастырь.
- 1742 — упразднён Кандалакшский монастырь.
- С 1785 года — в составе Кандалакшской волости Кемского уезда Олонецкого наместничества.
- С 1796 года — в составе Архангельской губернии.
- 1855 г. 6 июня — во время Крымской войны англичане напали на Кандалакшу. Жители отбили нападение врага.
- 1915 г. — начало строительства пристани в Кандалакше
- 1916 г. 3 ноября — произведена стыковка пути карельской части дороги с кандалакшской частью Мурманской железной дороги.

### Советский период
- 1920 г. — Кандалакша включена в состав Карельской трудовой коммуны.
- 1927 г. — образован Кандалакшский район в составе Автономной Карельской ССР с центром в селе Кандалакша.
- 1930 г. — начало строительства Нива ГЭС-2 — первой гидроэлектростанции на Кольском полуострове.
- 1931 г., 10 февраля — вышел первый номер газеты «Кандалакшский коммунист»
- 1931 г. — начало строительства механического завода
- 1934 г., 30 июня — Нива-ГЭС дала промышленный ток.
- 1935 г., 7 ноября — вступила в эксплуатацию первая очередь электрификации участка железной дороги Кандалакша — Апатиты.
- 1935 г. — образовано Кандалакшское электровозное депо; пробный пуск первого электровоза провёл машинист Мурманского депо Г. Г. Ионас.
- 1936 г. — создано Кандалакшское вагонное депо.
- 1938 г., 20 апреля — рабочий посёлок Кандалакша преобразован в город.
- 1938 г., 28 мая — Кандалакша и район выведены из состава Карельской АССР и вошли в состав Мурманской области.
- 1938 г. — вступил в эксплуатацию первый капитальный причал в порту.
- 1939 г., 2 июня — начало строительства Кандалакшского алюминиевого завода.
- 1941 г., июль — в связи с началом Великой Отечественной войны в Кандалакше созданы истребительный батальон под командованием капитана Крячко и полк народного ополчения под командованием И. М. Уверова
- 1942—1944 гг. — жители Кандалакшского района вместе с частями Красной армии остановили и разгромили в годы Великой Отечественной войны немецко-фашистских захватчиков на кандалакшском направлении.
- 1948 г. август — образовано строительно-монтажное управление «Кандалакшстрой».

- 1950 г. — вышла на полную мощность Нива ГЭС-3.
- 1951 г., 28 января — получен первый алюминий на Кандалакшском алюминиевом заводе.
- 1952 г., декабрь — промышленный ток дала Нива ГЭС-1.
- 1953 г. — создан каскад Нивских ГЭС.
- 1956 г., 12 ноября — основан трест «Кандалакштрансстрой».
- 1971 г., 6 июня — открыт музей истории города.
- 1971 г. — Кандалакшским городским советом утверждён герб города.
- 1974 г. — основано предприятие централизованного теплоснабжения «Кандалакшские теплосети».
- 1984 г. — за подвиги жителей города, рабочих железной дороги и порта в годы Великой Отечественной войны город Кандалакша награждён орденом Отечественной войны I степени.

### Россия
В 2008 году был утверждён новый герб города и флаг города.

## Климат
Кандалакша находится существенно южнее Мурманска, однако за счёт нахождения вдали от Баренцева моря климат её более континентальный, и является переходным от умеренного к субарктическому. Лето очень короткое, прохладное; зима более холодная, чем в Мурманске, но менее снежная, однако всё равно затяжная. Весна наступает только к концу апреля, зима начинается с конца октября. Минимальная температура — −43,5 °C — была зафиксирована в Кандалакше 8 января 1985 года, максимальная температура — +32 °C — 1 августа 2018 года.
- Среднегодовая температура воздуха — 0,4 °C
- Относительная влажность воздуха — 80 %
- Средняя скорость ветра — 2,6 м/с

| Показатель                    | Янв.  | Фев.  | Март  | Апр.  | Май   | Июнь | Июль | Авг. | Сен. | Окт.  | Нояб. | Дек.  | Год   |
| ----------------------------- | ----- | ----- | ----- | ----- | ----- | ---- | ---- | ---- | ---- | ----- | ----- | ----- | ----- |
| Абсолютный максимум, °C       | 7,5   | 8,0   | 12,2  | 18,9  | 27,2  | 31,4 | 31,6 | 32,0 | 22,1 | 14,7  | 11,4  | 8,0   | 32,0  |
| Средний суточный максимум, °C | −7,7  | −6,9  | −1,6  | 3,8   | 9,8   | 16,2 | 19,5 | 16,9 | 11,4 | 4,0   | −1,9  | −5    | 4,9   |
| Средняя температура, °C       | −11,4 | −10,9 | −6,2  | −0,5  | 5,3   | 11,5 | 14,9 | 12,6 | 7,6  | 1,4   | −4,4  | −8,2  | 1,0   |
| Средний суточный минимум, °C  | −15,8 | −15,4 | −11,1 | −5,1  | 1,1   | 7,0  | 10,5 | 8,4  | 3,8  | −1,4  | −7,5  | −12   | −3,1  |
| Абсолютный минимум, °C        | −43,5 | −41,6 | −34,6 | −27,9 | −14,9 | −4,5 | 1,8  | −3,6 | −9,7 | −21,8 | −30,4 | −39,5 | −43,5 |
| Норма осадков, мм             | 41    | 34    | 30    | 28    | 45    | 56   | 75   | 63   | 56   | 53    | 46    | 44    | 571   |
| Источник: Погода и климат     |       |       |       |       |       |      |      |      |      |       |       |       |       |

| Показатель                                 | Янв.  | Фев.  | Март  | Апр.  | Май  | Июнь | Июль | Авг. | Сен. | Окт.  | Нояб. | Дек.  | Год   |
| ------------------------------------------ | ----- | ----- | ----- | ----- | ---- | ---- | ---- | ---- | ---- | ----- | ----- | ----- | ----- |
| Абсолютный максимум, °C                    | 3,1   | 6,3   | 10,0  | 15,1  | 26,6 | 31,3 | 31,1 | 32,0 | 21,4 | 14,0  | 8,4   | 4,0   | 32,0  |
| Средний суточный максимум, °C              | −8,8  | −6,8  | −1,2  | 4,5   | 11,5 | 15,8 | 20,2 | 17,6 | 12,5 | 4,3   | −0,9  | −5,3  | 5,3   |
| Средняя температура, °C                    | −12,3 | −10,3 | −6    | 0,2   | 6,8  | 11,2 | 15,6 | 13,1 | 8,6  | 1,7   | −3,2  | −8,4  | 1,4   |
| Средний суточный минимум, °C               | −16,4 | −14,2 | −11,3 | −4,3  | 2,0  | 6,9  | 10,9 | 8,8  | 4,8  | −1,2  | −6,1  | −12   | −2,7  |
| Абсолютный минимум, °C                     | −35,9 | −38,3 | −27,6 | −21,5 | −8   | −1,1 | 2,5  | −0,3 | −4,3 | −16,4 | −21,4 | −31,4 | −38,3 |
| Норма осадков, мм                          | 37    | 33    | 28    | 25    | 42   | 67   | 75   | 80   | 60   | 49    | 41    | 48    | 585   |
| Источник: Компиляция данных с метеостанции |       |       |       |       |      |      |      |      |      |       |       |       |       |

| Показатель              | Янв. | Фев. | Март | Апр. | Май  | Июнь | Июль | Авг. | Сен. | Окт. | Нояб. | Дек. | Год  |
| ----------------------- | ---- | ---- | ---- | ---- | ---- | ---- | ---- | ---- | ---- | ---- | ----- | ---- | ---- |
| Абсолютный максимум, °C | 0,3  | 0,3  | 1,0  | 5,3  | 12,1 | 19,5 | 21,5 | 21,5 | 15,0 | 9,4  | 4,8   | 2,3  | 21,5 |
| Средняя температура, °C | −0,2 | −0,2 | −0,2 | 0,1  | 2,8  | 8,4  | 12,9 | 12,0 | 8,2  | 4,0  | 0,6   | −0,2 | 4,0  |
| Абсолютный минимум, °C  | −0,9 | −1,2 | −0,8 | −0,5 | −0,5 | 1,2  | 2,9  | 4,3  | 1,3  | −0,4 | −1,6  | −1,5 | −1,6 |

## Население
| 1782    | 1926    | 1933    | 1937    | 1939    | 1959    | 1967    | 1970    | 1979    | 1989    |
| ------- | ------- | ------- | ------- | ------- | ------- | ------- | ------- | ------- | ------- |
| 297     | ↗4195   | ↗12 302 | ↗15 582 | ↗22 172 | ↗38 222 | ↗40 000 | ↗42 656 | ↗45 430 | ↗54 080 |
| 1992    | 1996    | 1998    | 2000    | 2001    | 2002    | 2003    | 2005    | 2006    | 2007    |
| ↗54 200 | ↘48 500 | ↘47 100 | ↘45 500 | ↘44 800 | ↘40 564 | ↗40 600 | ↘39 200 | ↘38 600 | ↘38 100 |
| 2008    | 2009    | 2010    | 2011    | 2012    | 2013    | 2014    | 2015    | 2016    | 2017    |
| ↘37 400 | ↘36 637 | ↘35 654 | ↘35 536 | ↘34 713 | ↘34 127 | ↘33 542 | ↘32 945 | ↘32 592 | ↘32 034 |
| 2018    | 2019    | 2020    | 2021    | 2023    |         |         |         |         |         |
| ↘31 329 | ↘30 575 | ↘30 379 | ↘29 138 | ↘28 438 |         |         |         |         |         |

На 1 января 2025 года по численности населения город находился на 520-м месте из 1124 городов Российской Федерации.
Численность населения, проживающего на территории населённого пункта, по данным Всероссийской переписи населения 2010 года, составляет 35 654 человека, из них 16213 мужчин (45,5 %) и 19441 женщина (54,5 %).
Национальный состав
| Национальности | 1926  | 1926  |
| Национальности | число | %     |
| -------------- | ----- | ----- |
| Всего          | 4195  | 100   |
| русские        | 3817  | 90,99 |
| карелы         | 104   | 2,48  |
| финны          | 8     | 0,19  |
| прочие         | 265   | 6,32  |

### Известные уроженцы и жители города
- Алексеева, Елена Евгеньевна (1990 год)
- Бадрак, Алексей Григорьевич (1950 год)
- Евмений (Михеев) (1942 год)
- Кныр, Андрей Иванович (1968 год)

## Экономика

### Промышленность
Промышленность является наиболее устойчивым сектором экономики Кандалакши. Ключевые предприятия:
- Кандалакшский алюминиевый завод (филиал АО «Русал Урал»). Выпускает алюминий — продукцию для нужд электротехнической промышленности. Мощность завода составляет до 76 тысяч тонн алюминия в год[42].
- Нива ГЭС-3 филиала «Кольский» ПАО «ТГК-1».
- Кандалакшский морской торговый порт.
- Структурные подразделения ОАО «РЖД» (в том числе железнодорожная станция и локомотивное депо)[43]. Большую роль в экономике города играет железнодорожный транспортный узел — крупная железнодорожная артерия, соединяющая между собой ведущие горнометаллургические комбинаты Мурманской области с центральными регионами России.

C 1936 года в городе работал Кандалакшский опытный машиностроительный завод. Предприятие являлось одним из крупнейших в России производителем и поставщиком запасных частей для дизельных агрегатов промышленного назначения, тепловозных и судовых дизельных двигателей. В 2019 году предприятие признано банкротом.

### Торговля
В городе действует более 250 торговых предприятий, в том числе множество продовольственных и непродовольственных магазинов федеральных и региональных торговых сетей, таких как «Пятёрочка», «Магнит», «Магнит Косметик», «Окраина», «DNS», «Эльдорадо», «Fix Price», «585», «Спортмаркет», «Улыбка радуги».

## Транспорт
В городской черте расположена станция «Кандалакша», которая относится к Мурманскому региону Октябрьской железной дороги. С вокзала станции можно без пересадок добраться до Мурманска, Москвы, Санкт-Петербурга и других городов России. В летний период курсируют прямые пассажирские поезда до Анапы, Адлера и Новороссийска. Помимо этого, через Кандалакшу проходит международное пассажирское сообщение от Мурманска до Минска.
Городской и пригородный транспорт города представлен автобусами и маршрутными такси: 3 городских автобусных маршрута и 3 пригородных автобусных маршрута до Лупче-Савино-2, Белого Моря и Колвицы. Из Кандалакши осуществляются междугородные пассажирские перевозки до Мурманска, Полярных Зорь, Умбы и Варзуги, а также до центров муниципальных образований Кандалакшского района: Зеленоборский, Алакуртти и Зареченск.

## Образование
В городе Кандалакша действуют 6 общеобразовательных школ, 15 детских садов, 5 организаций дополнительного образования: Детско-юношеский центр «Ровесник» им. С. А. Крыловой, Детско-юношеская спортивная школа, Детская музыкальная школа, Детская школа искусств № 1, Кандалакшская спортивная школа по санному спорту.
Также в городе есть одно учреждение среднего профессионального образования — «Кандалакшский индустриальный колледж».

## Культура, Туризм

### Музеи
- Музей истории города Кандалакша. В музее на постоянной основе работают экспозиции: «Промыслы и быт поморов»[52], «Боевые действия на Кандалакшском направлении в годы Великой Отечественной войны».
- Музей природы Кандалакшского заповедника.

### Объекты культурного наследия
- Каменный лабиринт, 1500 лет до н. э. (объект культурного наследия федерального значения)[53]
- Стоянка эпохи позднего неолита, II тыс. до н. э. (объект культурного наследия федерального значения)[54]
- Поселение, относящееся к концу неолитической эпохи, II тыс. до н. э. (объект культурного наследия федерального значения)[54]
- Обелиск погибшим железнодорожникам в годы Великой Отечественной войны (объект культурного наследия регионального значения)[54]
- Памятник жертвам интервенции 1918—1920 гг. (объект культурного наследия регионального значения)[54]
- Памятник Герою Советского Союза А. Спекову (объект культурного наследия регионального значения)[54]

- Каменный лабиринт
- Памятник жертвам интервенции
- Памятник А. Спекову

### Набережные, скверы
- Аллея Дружбы расположена в центральной части города на улице 50 лет Октября. Официальное открытие состоялось 17 декабря 2017 года.[55] На аллее установлены: скульптура гренландского тюленя Григория, деревянная скульптура «Связь» — подарок финского города-побратима Кемиярви к 500-летию Кандалакши; скульптура, созданная в честь достижений 50-летия Октября, авторские кованые скамейки, туристский указатель с расстояниями до городов[56]. Реализация проекта по обустройству Аллеи Дружбы стала возможной благодаря региональной программе поддержки местных инициатив в 2017—2018 г.г.[57]
- Речная набережная расположена на берегу реки Нива в районе подвесного моста и бывшей гостиницы «Сполохи»[58]. Проект по строительству набережной реализован в 2021 году.[59]
- Морская набережная «Город у Белого моря» была официально открыта в День народного единства 4 ноября 2022 года. Проект в 2020 году стал победителем всероссийского конкурса лучших проектов создания комфортной городской среды в рамках нацпроекта «Жилье и городская среда».[60]
- Сквер около городского фонтана. Был реконструирован в 2022 году в рамках программы по формированию комфортной городской среды.
- Сквер у Дворца культуры «Металлург» расположен в микрорайоне «Нива-3». В центре сквера установлен памятник Ленину, устроена зона отдыха со скамейками. За последние несколько лет здесь появилось много новых оригинальных арт-объектов: фото-рамка, тематическая скамейка в виде пианино и скульптура рок-гитариста.[61]

- Морская набережная
- Аллея Дружбы
- Речная набережная

### Фильмы
- Наблюдатель (1987)[62]
- Дважды рождённый (1983)
- Кукушка (2002)
- Петя по дороге в Царствие Небесное (2009)
- Самка (2010)
- Свобода одиночества (2010)[63] — документальный фильм
- Раскол (телесериал, 2011)

## Спорт

### Спортивные объекты
- Дворец спорта[64]
- Плавательный бассейн
- Стадион «Локомотив»
- Лыжные трассы
- Горнолыжный комплекс «Гора Крестовая»
- Кандалакшский яхт-клуб
- Площадка ГТО
- Физкультурно-оздоровительный комплекс «Северное сияние» открылся 4 марта 2023 года. Он был построен в рамках национального проекта «Демография», а также благодаря реализации стратегического плана «На Севере — жить».[65]

- ФОК «Северное сияние»
- Бассейн
- Дворец спорта
- Площадка ГТО
- Горнолыжная трасса на гора Крестовая

## СМИ

### Пресса
- Региональный еженедельник газета «Нива»
- Газета «Выбери лучшее»

### Телевидение[66]
- Телеканал «Народное ТВ»

### Радиостанции
| Частота | Название                            | Передатчик, мощность (кВт)                           |
| ------- | ----------------------------------- | ---------------------------------------------------- |
| 67,70   | (Молчит) Радио России / ГТРК Мурман | (РТПС 4 кВт, 76 м, 3 дБ)                             |
| 101,5   | Наше Радио                          | [ООО М-Медиагрупп] (100 Вт)                          |
| 102,2   | Радио России / ГТРК Мурман          | -                                                    |
| 102,7   | Радио Шансон                        | [Кандалакша] [ООО АИР ТВ-4] (1 кВт, 72 м)            |
| 103,3   | Русское радио                       | [ООО ФМ Сервис] (1 кВт, 24 м — разр 100 Вт)          |
| 104,5   | Ретро FM                            | [Радио Белых Ночей] [ООО Домино] (РТПС, 1 кВт, 72 м) |
| 105,5   | Дорожное радио                      | [Регион 51] [ООО Ниттис Медиа] (РТПС 100 Вт, 90 м)   |
| 107,4   | Европа Плюс                         | [Радио Белых Ночей] [ООО Домино] (РТПС 1 кВт, 72 м)  |

## Города-побратимы
- Питео[67]
- Кемиярви[67]

## Галерея
- Здание администрации
- Танк Т-34
- Памятник тюленю
- Церковь Иоанна Предтечи
- Здание вокзала
- Паровоз «Серго Орджоникидзе-18»
- Вид на острова Кандалакшского заповедника
- Сейды на Волостной горе